# Кошчак, Яна
Я́на Ко́шчак (хорв. Jana Koščak; род. 19 мая 2006, Вараждин) — хорватская легкоатлетка, специализирующаяся в многоборье.

## Карьера
На юношеском чемпионате Европы 2022 года Кошчак стала чемпионкой Европы в семиборье, показав итоговый результат 6106 очков. 
В феврале 2023 года Кошчак заработала 4585 очков, что стало рекордным результатом на юниорском уровне в пятиборье. В мае 2023 года на своём дебютном турнире Hypo-Meeting Кошчак установила новый национальный рекорд в семиборье и заработала 6293 очка. Яна Кошчак превзошла национальный рекорд, который в 2021 году, установила её старшая сестра Клара; тот результат равнялся 5615 очкам
Спустя год, в феврале 2024 года на Tallinn Indoor Meeting Кошчак установила взрослый национальный рекорд в пятиборье и заработала 4436 очков и по итогам соревнования стала шестой. В июне 2024 года на своём первом в карьере взрослом чемпионате Европы в соревнованиях по семибрью Кошчак заняла итоговое 14-е место